# Efraim
För andra betydelser, se Efraim (olika betydelser).
Efraim var en av Israels tolv stammar. Den fick namn efter sin grundare. Denne var son till Josef och bror till Manasse, liksom sonson till Jakob som i sin tur var son till Isak.

## Källhänvisningar
1. ↑   Efraim i Nationalencyklopedins nätupplaga. Läst 28 januari 2015.